# Мяясі
Мяясі (ест. Määsi) — село в Естонії, входить до складу волості Міссо, повіту Вирумаа.